# Gruppo moltiplicativo
In matematica e nella teoria dei gruppi il termine gruppo moltiplicativo si riferisce, a seconda del contesto ad uno dei seguenti concetti:
- qualsiasi gruppo {\displaystyle G} la cui operazione binaria è scritta con notazione moltiplicativa (invece di essere scritta con  la notazione additiva usata per i gruppi abeliani);
- il sottogruppo rispetto alla moltiplicazione degli elementi invertibili di un campo[1], di un anello, o altra struttura che abbia la moltiplicazione tra le sue operazioni. Nel caso di un campo {\displaystyle F} il gruppo è {\displaystyle \{F-\{0\},\cdot \},} dove 0 si riferisce all'elemento zero di {\displaystyle F} e l'operazione binaria {\displaystyle \cdot } è la moltiplicazione del campo;
- il toro algebrico {\displaystyle \mathbf {GL} _{1}}.

## Schema in gruppi delle radici dell'unità
Lo schema in gruppi delle radici {\displaystyle n}-sime dell'unità è per definizione il nucleo della {\displaystyle n}-mappa di potenza sul gruppo moltiplicativo {\displaystyle \mathbf {GL} _{1}}, considerato come schema in gruppi. Perciò per qualsiasi intero {\displaystyle n>1} possiamo considerare il morfismo sul gruppo moltiplicativo che prende le potenze {\displaystyle n}-esime, e assume un prodotto fibrato appropriato nel senso della teoria degli schemi di questo, con il morfismo {\displaystyle e} che funziona come identità.
Il risultante schema in gruppi viene scritto come {\displaystyle \mu _{n}}. Questo origina uno schema ridotto, quando lo poniamo su un campo {\displaystyle K}, se e solo se la caratteristica di {\displaystyle K}, non divide {\displaystyle n}. Questo dà origine ad alcuni esempi chiave di schemi non ridotti (ossia schemi con elementi nilpotenti nei loro fasci di struttura; per esempio {\displaystyle \mu _{p}} su un campo finito con {\displaystyle p} elementi per qualsiasi numero primo {\displaystyle p}.
Questo fenomeno non è facilmente esprimibile nel linguaggio classico della geometria algebrica. Risulta che esso è di grande importanza, per esempio, nell'esprimere la teoria di dualità delle varietà abeliane nella caratteristica {\displaystyle p} (teoria di Pierre Cartier). La coomologia di Galois di questo schema di gruppo è un modo per esprimere la teoria di Kummer.